# Steve Jackson (auteur de jeux britannique)
Pour les articles homonymes, voir Jackson et Steve Jackson.
Deux Steve Jackson officient dans le domaine du jeu, un Britannique et un Américain. Nous parlons ici du Britannique.
Steve Jackson, né le 20 mai 1951 à Altrincham, en Grande-Bretagne, est l'auteur des livres-jeu Sorcellerie ! (Sorcery!) et co-créateur des Défis fantastiques (Fighting Fantasy) avec Ian Livingstone, édités chez Penguin Books (Folio Junior en France, dans la collection des Livres dont vous êtes le héros).
Steve Jackson est le fondateur avec Ian Livingstone, de la société Games Workshop, spécialisée dans l'univers de Warhammer avec Warhammer Fantasy Roleplay, Warhammer Fantasy Battle, Warhammer 40 000 et qui édite le journal White Dwarf.

## Biographie
Steve Jackson est né en 1951 à Manchester. Il rencontre Ian Livingstone au lycée d'Altrincham (Cheshire). À l'université, où il étudie la biologie et la psychologie, il fonde un club de jeu.
En 1974, il s'installe à l'ouest de Londres, à Shepherd's Bush de même qu'Ian Livingstone. Il collabore avec le magazine Games and Puzzles.
En 1975, il crée Games Workshop Limited avec Ian Livingstone.
Un homonyme, Steve Jackson, auteur américain, officie dans la série de livres-jeux Défis fantastiques et qui a écrit trois livres. Les deux auteurs ont donc souvent été confondus. Dans la communauté des fans de ces livres-jeux, le Steve Jackson britannique est donc parfois désigné comme "Steve Jackson UK".

## Ouvrages
Série Défis fantastiques (Fighting Fantasy)
- Le Sorcier de la Montagne de Feu (The Warlock of Firetop Mountain) avec Ian Livingstone, Puffin Books (1982), Folio Junior/Gallimard jeunesse
- La Citadelle du chaos (The Citadel of Chaos), Puffin Books (1983), Folio Junior/Gallimard jeunesse
- La Galaxie tragique (Starship Traveller), Puffin Books (1984), Folio Junior
- Le Manoir de l'Enfer (House of Hell) (1984), Folio Junior/Gallimard jeunesse
- Rendez-vous avec la M.O.R.T. (Appointment with F.E.A.R.) (1985), Folio Junior/Gallimard jeunesse
- La Créature venue du chaos (Creature of Havoc) (1986), Folio Junior/Gallimard jeunesse
- Les mystères de Salamonis (Secrets of Salamonis) avec Jonathan Green (2023), Gallimard jeunesse

Série Sorcellerie ! (Sorcery!)
1. Les Collines maléfiques (The Shamutanti Hills, 1983), Puffin Books, Folio Junior/Gallimard jeunesse
2. La Cité des pièges (Kharé - Cityport of Traps, 1984), Puffin Books, Folio Junior/Gallimard jeunesse
3. Les Sept serpents (The Seven Serpents, 1984), Puffin Books, Folio Junior/Gallimard jeunesse
4. La Couronne des rois (The Crown of Kings, 1985), Puffin Books, Folio Junior/Gallimard jeunesse

Autres ouvrages sur Titan
- The Tasks of Tantalon, Puffin Books, coll. Fantasy Questbook (1985)
- The Trolltooth Wars (1989)